# Gymnázium Ladislava Novomeského (Bratislava)

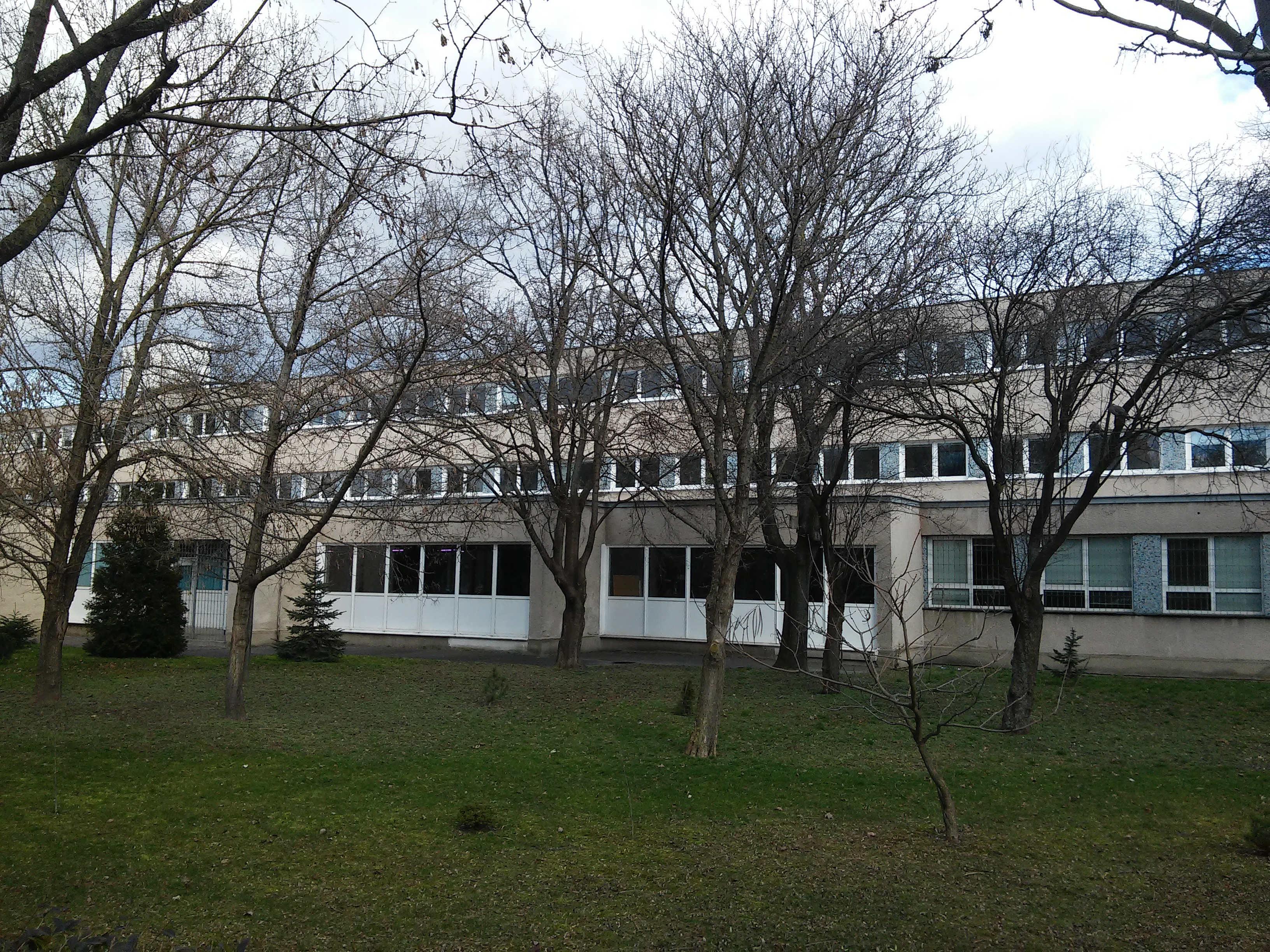
Pohled na budovu z Tomášikovo

Gymnázium Ladislava Novomeského v Bratislavě se nachází na Tomášikově ulice v městské části Ružinov. Poskytuje sekundární všeobecné vzdělání za 4 nebo 8 let, zaměřené na cizí jazyky a informační technologie.
Gymnázium vzniklo 1. září 1964 původně jako Střední všeobecně vzdělávací škola a od svého založení vychovala stovky odborníků - lékařů, farmaceutů, přírodovědců, inženýrů, učitelů, ale i spisovatelů, novinářů, herců, sportovců nebo zpěváků. Pedagogický sbor tvoří tým interních a externích pedagogů. Někteří učitelé jsou autory a spoluautory učebnic, mnozí spolupracovali a spolupracují při tvorbě metodických materiálů, podílejí se na tvorbě a organizování různých soutěží, olympiád, školní a mimoškolní zájmové činnosti apod.
Počet přijatých studentů na různé vysoké školy z řad absolventů je obvykle vyšší než 95 procent.[zdroj?]

## Historie[1]
Škola vznikla 1. září 1964 pod názvem Střední všeobecně vzdělávací škola Bratislava-Ružinov. Nejprve měla dvojí zaměření: všeobecný směr a matematicko-fyzikální směr. Vyučovali se zde také základy strojírenské a zemědělské výroby. Po prvním roce se zaměření školy změnilo: byly zřízeny humanitní a přírodovědný směr. Přitom se stále více důrazu kladlo na rozšířenou výuku cizích jazyků, tedy angličtiny, francouzštiny a němčiny. Ve školním roce 1969–70 se postupně realizoval přechod z původní tříleté SVS na čtyřleté gymnázium.
Po přestěhování školy do nových prostor se postupně pěstovali laboratoře fyziky a chemie, a další odborné, zejména jazykové kabinety, a jiné specializované učebny, tělocvična, vlastní bazén, jídelna a exteriérové prostory kolem školy. Úroveň školy z roku na rok rostla, což se zrcadlilo stále větším zájmem o studium v tomto zařízení. Ve školním roce 1976–77 škola získala název Gymnázium Laca Novomeského. V 80. letech 20. století měla škola již pevné místo v povědomí bratislavské veřejnosti. Rostoucí kvalita výuky se výrazně projevila i v stále stoupajícím počtu absolventů školy, přijatých na vysokoškolské studium.

## Ředitelé školy[1]
- Jozef Filan (1964–1991)
- Ing. Norbert Kyndl (1991–současnost)

## Návštěva prezidentů ČR a SR
Prezident České republiky Václav Klaus spolu s prezidentem Slovenské republiky Ivanem Gašparovičem navštívili gymnázium 10. ledna 2008 a asi 2 hodiny diskutovali se studenty o studiu, aktuálních otázkách současnosti.

## Významní absolventi
- Bývalý primátor Bratislavy Doc. RNDr. Milan Ftáčnik[1]
- Tenista Miloslav Mečíř, olympijský vítěz z roku 1988 a trenér slovenského týmu v Davis Cupu[1]
- Tenista Marián Vajda, kapitán slovenského Fed Cup týmu a trenér světové jednotky Novaka Djokoviče
- Krasobruslař Jozef Sabovčík, dvojnásobný mistr Evropy, jako první skočil čtverný skok[1]
- Herečky Katarína Brychtová, Elena Podzámska
- Spisovatelka Denisa Fulmeková
- Fitneska Zora Czoborová, mistryně světa
- Miss Slovenska, modelka, herečka a moderátorka Karin Majtánová
- Politik, právník Radoslav Procházka[1]
- Podnikatel a politik Ing. Andrej Babiš[1]
- Politička, Iveta Radičová[1]
- Podnikatel Ing. Peter Kotuliak, zakladatel firmy Tempest

## Plavecký bazén
Gymnázium jako jediná škola v Bratislavě má 25metrový plavecký bazén a speciální vyučovací předmět plavání. Organizují se zde každý rok kurzy plavání pro veřejnost a plavecké závody, kde si studenti mají možnost prověřit své schopnosti. Bazén je v provozu od podzimu do jara v době vytápění.